# NGC 2538
NGC 2538 је спирална галаксија у сазвежђу Мали пас која се налази на NGC листи објеката дубоког неба.
Деклинација објекта је + 3° 37' 59" а ректасцензија 8h 11m 23,0s. Привидна величина (магнитуда) објекта NGC 2538 износи 12,7 а фотографска магнитуда 13,6. NGC 2538 је још познат и под ознакама UGC 4266, MCG 1-21-19, CGCG 31-67, IRAS 08087+0347, PGC 22962.